# Démocratie chrétienne (parti politique brésilien)
Pour les articles homonymes, voir Démocratie chrétienne (homonymie), Parti social-démocrate et Parti social-chrétien (Brésil).
 (octobre 2018).
Si vous disposez d'ouvrages ou d'articles de référence ou si vous connaissez des sites web de qualité traitant du thème abordé ici, merci de compléter l'article en donnant les références utiles à sa vérifiabilité et en les liant à la section « Notes et références ».
Démocratie chrétienne (en portugais : Democracia Cristã - DC), anciennement Parti social-démocrate chrétien (PSDC), est un parti politique brésilien.

## Historique
Le Parti social-démocrate chrétien (en portugais : Partido Social Democrata Cristão, abrégé en PSDC) est fondé le 30 mars 1995 par José Maria Eymael, député du Parti démocrate-chrétien (PDC), refusant la fusion de celui-ci avec le Parti démocratique social. Eymael est candidat aux élections présidentielles de 1998 et de 2006 mais n'obtient que des résultats dérisoires : 0,2 % en 1998 et 0,07 % en 2006. De nouveau candidat en 2010, Eymael retrouve un score habituel de 0,09 % des voix.
Le PSDC obtient un siège de député lors des élections générales de 2002, siège qu'il perd en 2006.
Le 3 août 2017, il change de nom pour devenir Démocratie chrétienne.